# Roman I Lecapenos

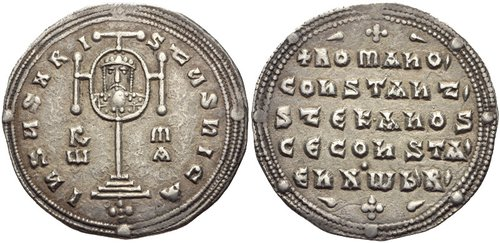

Roman I Lecapenos (sau Romanos ori Romanus I Lecapenus) (greacă Ρωμανός Α΄ Λακαπήνος, Rōmanos I Lakapēnos; armeană: Ռոմանոս Ա Լակապենոս, Romanos I Lakapenos), (n. 870 d.Hr. – d. 15 iunie 948 d.Hr., Constantinopol, Imperiul Roman de Răsărit) a fost un împărat bizantin în perioada 920 - 16 decembrie 944. Roman Lecapenos era la origine din Armenia. Roman Lecapenos a devenit împărat în anul 919, după ce fiica sa Helena s-a măritat cu împăratul Constantin al VII-lea Porfirogenet.
1. ↑  Roman, MAK
2. ↑  The Peerage